# Élections départementales de 2021 dans les Côtes-d'Armor
Les élections départementales dans les Côtes-d'Armor ont lieu les 20 et 27 juin 2021.

## Contexte départemental

### Assemblée départementale sortante
Avant les élections, le Conseil départemental des Côtes-d'Armor est présidé par Romain Boutron (LR).
Il comprend 54 conseillers départementaux issus des 27 cantons des Côtes-d'Armor.
| Président du conseil départemental   |       |       |      |                               |
| Romain Boutron (LR)                  |       |       |      |                               |
| Parti                                | Sigle | Sigle | Élus | Groupes                       |
| Majorité (32 sièges)                 |       |       |      |                               |
| Divers droite                        |       | DVD   | 16   | Centre et droite républicaine |
| Les Républicains                     |       | LR    | 9    | Centre et droite républicaine |
| Union des démocrates et indépendants |       | UDI   | 7    | Centre et droite républicaine |
| Opposition (19 sièges)               |       |       |      |                               |
| Parti socialiste                     |       | PS    | 14   | Socialiste et républicain     |
| Parti communiste français            |       | PCF   | 5    | Communiste et républicain     |
| Indépendants (3 sièges)              |       |       |      |                               |
| Divers gauche                        |       | DVG   | 2    | Non-inscrits                  |
| La République en marche              |       | LREM  | 1    | Non-inscrits                  |

## Système électoral
Les élections ont lieu au scrutin majoritaire binominal à deux tours. Le système est paritaire : les candidatures sont présentées sous la forme d'un binôme composé d'une femme et d'un homme avec leurs suppléants (une femme et un homme également).
Pour être élu au premier tour, un binôme doit obtenir la majorité absolue des suffrages exprimés et un nombre de suffrages au moins égal à 25 % des électeurs inscrits. Si aucun binôme n'est élu au premier tour, seuls peuvent se présenter au second tour les binômes qui ont obtenu un nombre de suffrages au moins égal à 12,5 % des électeurs inscrits, sans possibilité pour les binômes de fusionner. Est élu au second tour le binôme qui obtient le plus grand nombre de voix.

## Candidatures et alliances
| Nom | Nom                                             | Parti(s) ou mouvement(s)               | Nombre de binômes soutenus |
| --- | ----------------------------------------------- | -------------------------------------- | -------------------------- |
|     | Toutes & tous Côtes-d'Armor                     | PS - PCF - EÉLV - G.s - ND - PP - EsnT | 27                         |
|     | Les Côtes-d'Armor au cœur                       | LR - UDI                               | 24                         |
|     | Côtes-d'Armor - Protection, libertés, proximité | RN -                                   | 27                         |

## Résultats à l'échelle du département

### Résultats par nuances du ministère de l'Intérieur
Les nuances utilisées par le ministère de l'Intérieur ne tiennent pas compte des alliances locales.
| Binômes                  | Binômes                             | Binômes                  | Premier tour | Premier tour | Premier tour | Second tour | Second tour | Second tour   | Total | +/-           |  |
| Binômes                  | Binômes                             | Binômes                  | Voix         | %            | Sièges       | Voix        | %           | Sièges        | Total | +/-           |  |
| ------------------------ | ----------------------------------- | ------------------------ | ------------ | ------------ | ------------ | ----------- | ----------- | ------------- | ----- | ------------- |  |
|                          | Divers gauche                       | DVG                      | 41 463       | 24,06        | 0            | 47 199      | 27,28       | 20            | 20    | 18            |  |
|                          | Divers droite                       | DVD                      | 33 913       | 19,68        | 0            | 42 721      | 24,69       | 10            | 10    | 2             |  |
|                          | Union de la gauche                  | UG                       | 27 748       | 16,10        | 0            | 35 014      | 20,23       | 14            | 14    | 4             |  |
|                          | Rassemblement national              | RN                       | 25 895       | 15,03        | 0            | 3 133       | 1,81        | 0             | 0     | en stagnation |  |
|                          | Divers centre                       | DVC                      | 10 838       | 6,29         | 0            | 13 850      | 8,00        | 2             | 2     | 2             |  |
|                          | Union à gauche avec des écologistes | UGE                      | 9 482        | 5,50         | 0            | 11 608      | 6,71        | 4             | 4     | 4             |  |
|                          | Union au centre et à droite         | UCD                      | 6 646        | 3,86         | 0            | 8 455       | 4,89        | 2             | 2     | 2             |  |
|                          | Les Républicains                    | LR                       | 4 644        | 2,69         | 0            | 5 564       | 3,22        | 2             | 2     | 2             |  |
|                          | La France insoumise                 | FI                       | 2 512        | 1,46         | 0            |             |             | 0             | 0     | en stagnation |  |
|                          | Union de la droite                  | UD                       | 2 109        | 1,22         | 0            | 2 804       | 1,62        | 0             | 0     | 14            |  |
|                          | Extrême gauche                      | EXG                      | 1 826        | 1,06         | 0            |             |             | 0             | 0     | en stagnation |  |
|                          | Régionalistes                       | REG                      | 1 733        | 1,01         | 0            | 0           | 0           | en stagnation |       |               |  |
|                          | Divers                              | DIV                      | 1 405        | 0,82         | 0            | 2 690       | 1,55        | 0             | 0     | en stagnation |  |
|                          | Écologistes                         | ECO                      | 1 117        | 0,65         | 0            |             |             | 0             | 0     | en stagnation |  |
|                          | La République en marche             | REM                      | 706          | 0,41         | 0            | 0           | 0           | 1             |       |               |  |
|                          | Droite souverainiste                | DSV                      | 285          | 0,17         | 0            | 0           | 0           | en stagnation |       |               |  |
|                          |                                     |                          |              |              |              |             |             |               |       |               |  |
| Suffrages exprimés       | Suffrages exprimés                  | Suffrages exprimés       | 172 322      | 94,97        |              | 173 038     | 93,12       |               |       |               |  |
| Votes blancs             | Votes blancs                        | Votes blancs             | 5 460        | 3,01         | 7 433        | 4,00        |             |               |       |               |  |
| Votes nuls               | Votes nuls                          | Votes nuls               | 3 668        | 2,02         | 5 344        | 2,88        |             |               |       |               |  |
| Total                    | Total                               | Total                    | 181 450      | 100          | 0            | 185 815     | 100         | 54            | 54    | en stagnation |  |
| Abstentions              | Abstentions                         | Abstentions              | 279 522      | 60,64        |              | 275 187     | 59,69       |               |       |               |  |
| Inscrits / participation | Inscrits / participation            | Inscrits / participation | 460 972      | 39,36        | 461 002      | 40,31       |             |               |       |               |  |

### Assemblée départementale élue
| Président du conseil départemental   |       |       |      |                                 |
| Christian Coail (PS)                 |       |       |      |                                 |
| Parti                                | Sigle | Sigle | Élus | Groupes                         |
| Majorité (38 sièges)                 |       |       |      |                                 |
| Parti socialiste                     |       | PS    | 16   | Groupe de la Gauche unie        |
| Divers gauche                        |       | DVG   | 15   | Groupe de la Gauche unie        |
| Europe Écologie Les Verts            |       | EÉLV  | 3    | Groupe de la Gauche unie        |
| Parti communiste français            |       | PCF   | 2    | Groupe de la Gauche unie        |
| Génération.s                         |       | G.s   | 2    | Groupe de la Gauche unie        |
| Opposition (16 sièges)               |       |       |      |                                 |
| Divers droite                        |       | DVD   | 8    | Union de la droite et du centre |
| Les Républicains                     |       | LR    | 5    | Union de la droite et du centre |
| Union des démocrates et indépendants |       | UDI   | 3    | Union de la droite et du centre |

### Élus par canton
La majorité sortante de droite est la grande perdante de ces élections. Elle perd 9 cantons, soit 18 élus au profit de la gauche. Celle-ci prend les rênes de ce département qui lui est traditionnellement favorable. Les cantons qui ont changé de couleur sont ceux de Guigamp, Paimpol, Plaintel, Plélo, Pléneuf-Val-André, Plérin, Pleslin-Trigavou, Saint-Brieuc-1 et Trégueux.
| Canton             | Conseiller Sortant        | Parti | Parti | Conseiller élu           | Parti | Parti |
| ------------------ | ------------------------- | ----- | ----- | ------------------------ | ----- | ----- |
| Bégard             | Cinderella Bernard        |       | PCF   | Cinderella Bernard       |       | PCF   |
| Bégard             | Joël Philippe             |       | PS    | Joël Philippe            |       | PS    |
| Broons             | Mickaël Chevalier         |       | UDI   | Mickaël Chevalier        |       | UDI   |
| Broons             | Isabelle Goré-Chapel      |       | DVD   | Isabelle Goré-Chapel     |       | DVD   |
| Callac             | Christian Coaïl           |       | PS    | Christian Coaïl          |       | PS    |
| Callac             | Claudine Guillou          |       | PS    | Béatrice Le Couster      |       | DVG   |
| Dinan              | Brigitte Balay-Mizrahi    |       | UDI   | Brigitte Balay-Mizrahi   |       | UDI   |
| Dinan              | René Degrenne             |       | LR    | René Degrenne            |       | LR    |
| Guerlédan          | Céline Guillaume          |       | LR    | Céline Guillaume         |       | LR    |
| Guerlédan          | Loïc Roscouët             |       | LR    | Hervé Le Lu              |       | DVD   |
| Guingamp           | Laurence Corson           |       | LREM  | Guillaume Louis          |       | PS    |
| Guingamp           | Bernard Hamon             |       | DVG   | Anne-Marie Pasquiet      |       | DVG   |
| Lamballe-Armor     | Marie-Christine Cléret    |       | PS    | Nathalie Travers Le Roux |       | PS    |
| Lamballe-Armor     | Robert Rault              |       | PS    | Robert Rault             |       | PS    |
| Lannion            | Claudine Féjean           |       | PCF   | Marie-Annick Guillou     |       | EÉLV  |
| Lannion            | Patrice Kervaon           |       | PS    | Patrice Kervaon          |       | PS    |
| Lanvallay          | Michel Daugan             |       | DVD   | Michel Daugan            |       | DVD   |
| Lanvallay          | Véronique Méheust         |       | LR    | Cécilia Guigui-Delaroche |       | DVD   |
| Loudéac            | Béatrice Boulanger        |       | LR    | Béatrice Boulanger       |       | LR    |
| Loudéac            | Romain Boutron            |       | LR    | Romain Boutron           |       | LR    |
| Paimpol            | Jean-Yves de Chaisemartin |       | UDI   | Véronique Cadudal        |       | DVG   |
| Paimpol            | Monique Nicolas           |       | UDI   | Gilles Pagny             |       | DVG   |
| Perros-Guirec      | Erven Léon                |       | DVD   | Marie-Louise Droniou     |       | DVD   |
| Perros-Guirec      | Nicole Michel             |       | DVD   | Erven Léon               |       | DVD   |
| Plaintel           | Thibaut Guignard          |       | DVD   | Vincent Alleno           |       | DVG   |
| Plaintel           | Delphine Martin           |       | DVD   | Nadine L'Echelard        |       | DVG   |
| Plancoët           | Marie-Christine Cotin     |       | DVD   | Marie-Christine Cotin    |       | DVD   |
| Plancoët           | Michel Desbois            |       | DVD   | Michel Desbois           |       | DVD   |
| Plélo              | Françoise Golhen          |       | LR    | Pascal Prido             |       | DVG   |
| Plélo              | Yves-Jean Le Coqû         |       | DVD   | Gaëlle Routier           |       | DVG   |
| Plénée-Jugon       | Monique Haméon            |       | PCF   | Martine Pélan            |       | DVG   |
| Plénée-Jugon       | Didier Yon                |       | DVG   | Didier Yon               |       | DVG   |
| Pléneuf-Val-André  | Marie-Madeleine Michel    |       | DVD   | Jean-René Carfantan      |       | DVG   |
| Pléneuf-Val-André  | Yannick Morin             |       | DVD   | Lisa Thomas              |       | DVG   |
| Plérin             | Alain Cadec               |       | LR    | Jean-Marie Benier        |       | PS    |
| Plérin             | Monique Le Vée            |       | DVD   | Nathalie Nowak           |       | EÉLV  |
| Pleslin-Trigavou   | Françoise Bichon          |       | DVD   | Solenn Meslay            |       | DVG   |
| Pleslin-Trigavou   | Eugène Caro               |       | DVD   | Thierry Orveillon        |       | DVG   |
| Plestin-les-Grèves | André Coënt               |       | PS    | André Coënt              |       | PS    |
| Plestin-les-Grèves | Claudine Le Bastard       |       | PCF   | Nadine Salou-Le Guen     |       | DVG   |
| Ploufragan         | Jean-Marc Dejoué          |       | PCF   | Jean-Marc Dejoué         |       | PCF   |
| Ploufragan         | Christine Orain-Grovalet  |       | G.s   | Christine Orain-Grovalet |       | G.s   |
| Plouha             | Valérie Rumiano           |       | LR    | Valérie Rumiano          |       | LR    |
| Plouha             | Thierry Simelière         |       | UDI   | Thierry Simelière        |       | UDI   |
| Rostrenen          | Alain Guéguen             |       | PS    | Marie-José Fercoq        |       | DVG   |
| Rostrenen          | Sandra Le Nouvel          |       | PS    | Alain Guéguen            |       | PS    |
| Saint-Brieuc-1     | Gérard Blégean            |       | UDI   | Damien Gaspaillard       |       | EÉLV  |
| Saint-Brieuc-1     | Brigitte Blévin           |       | DVD   | Juliana San Geroteo      |       | G.s   |
| Saint-Brieuc-2     | Nadège Langlais           |       | PS    | Ludovic Gouyette         |       | DVG   |
| Saint-Brieuc-2     | Christian Provost         |       | PS    | Nadège Langlais          |       | PS    |
| Trégueux           | Sylvie Guignard           |       | UDI   | Denis Hamayon            |       | PS    |
| Trégueux           | Fernand Robert            |       | DVD   | Christine Métois-Le Bras |       | PS    |
| Tréguier           | Pierrick Gouronnec        |       | PS    | Pierrick Gouronnec       |       | PS    |
| Tréguier           | Isabelle Nicolas          |       | PS    | Graziella Segoni         |       | DVG   |

## Résultats par canton
Les binômes sont présentés par ordre décroissant des résultats au premier tour. En cas de victoire au second tour du binôme arrivé en deuxième place au premier, ses résultats sont indiqués en gras.

### Canton de Bégard
| Candidats                | Candidats                | Partis                   | Nuance                   | Premier tour | Premier tour | Second tour | Second tour |
| Candidats                | Candidats                | Partis                   | Nuance                   | Voix         | %            | Voix        | %           |
| ------------------------ | ------------------------ | ------------------------ | ------------------------ | ------------ | ------------ | ----------- | ----------- |
|                          | Cindarella Bernard       | PCF                      | UG                       | 2 910        | 45,11        | 3 736       | 60,44       |
|                          | Joël Philippe            | PS                       | UG                       | 2 910        | 45,11        | 3 736       | 60,44       |
|                          | Florence Allain          | DVD                      | DVD                      | 1 717        | 26,62        | 2 445       | 39,56       |
|                          | Guy Connan               | LR                       | DVD                      | 1 717        | 26,62        | 2 445       | 39,56       |
|                          | Sandrine Castek          | RN                       | RN                       | 970          | 15,04        |             |             |
|                          | Jean-Yves Le Boulanger   | RN                       | RN                       | 970          | 15,04        |             |             |
|                          | Romain Grouazel-Krauss   | UDB                      | REG                      | 460          | 7,13         |             |             |
|                          | Sophie Perrot            | UDB                      | REG                      | 460          | 7,13         |             |             |
|                          | Jocelyne Aubin           | NPA                      | EXG                      | 394          | 6,11         |             |             |
|                          | Hervé Guillaume          | NPA                      | EXG                      | 394          | 6,11         |             |             |
|                          |                          |                          |                          |              |              |             |             |
| Suffrages exprimés       | Suffrages exprimés       | Suffrages exprimés       | Suffrages exprimés       | 6 451        | 94,81        | 6 181       | 92,12       |
| Votes blancs             | Votes blancs             | Votes blancs             | Votes blancs             | 186          | 2,73         | 276         | 4,11        |
| Votes nuls               | Votes nuls               | Votes nuls               | Votes nuls               | 167          | 2,45         | 253         | 3,77        |
| Total                    | Total                    | Total                    | Total                    | 6 804        | 100          | 6 710       | 100         |
| Abstention               | Abstention               | Abstention               | Abstention               | 10 141       | 59,85        | 10 235      | 60,40       |
| Inscrits / participation | Inscrits / participation | Inscrits / participation | Inscrits / participation | 16 945       | 40,15        | 16 945      | 39,60       |

### Canton de Broons
| Candidats                | Candidats                | Partis                   | Nuance                   | Premier tour | Premier tour | Second tour | Second tour |
| Candidats                | Candidats                | Partis                   | Nuance                   | Voix         | %            | Voix        | %           |
| ------------------------ | ------------------------ | ------------------------ | ------------------------ | ------------ | ------------ | ----------- | ----------- |
|                          | Mickaël Chevalier        | UDI                      | UCD                      | 3 445        | 52,81        | 4 109       | 64,95       |
|                          | Isabelle Goré-Chapel     | DVD                      | UCD                      | 3 445        | 52,81        | 4 109       | 64,95       |
|                          | Dominique Daunay         | DVG                      | DVG                      | 1 887        | 28,92        | 2 217       | 35,05       |
|                          | Nelly Le Hérissé         | DVG                      | DVG                      | 1 887        | 28,92        | 2 217       | 35,05       |
|                          | Gérard de Mellon         | RN                       | RN                       | 1 192        | 18,27        |             |             |
|                          | Anaïs Totée              | RN                       | RN                       | 1 192        | 18,27        |             |             |
|                          |                          |                          |                          |              |              |             |             |
| Suffrages exprimés       | Suffrages exprimés       | Suffrages exprimés       | Suffrages exprimés       | 6 524        | 95,58        | 6 326       | 92,72       |
| Votes blancs             | Votes blancs             | Votes blancs             | Votes blancs             | 166          | 2,43         | 298         | 4,37        |
| Votes nuls               | Votes nuls               | Votes nuls               | Votes nuls               | 136          | 1,99         | 199         | 2,92        |
| Total                    | Total                    | Total                    | Total                    | 6 826        | 100          | 6 823       | 100         |
| Abstention               | Abstention               | Abstention               | Abstention               | 10 545       | 60,70        | 10 507      | 60,63       |
| Inscrits / participation | Inscrits / participation | Inscrits / participation | Inscrits / participation | 17 371       | 39,30        | 17 330      | 39,37       |

### Canton de Callac
| Candidats                | Candidats                | Partis                   | Nuance                   | Premier tour | Premier tour | Second tour | Second tour |
| Candidats                | Candidats                | Partis                   | Nuance                   | Voix         | %            | Voix        | %           |
| ------------------------ | ------------------------ | ------------------------ | ------------------------ | ------------ | ------------ | ----------- | ----------- |
|                          | Christian Coaïl          | PS                       | UG                       | 3 287        | 68,58        | 3 803       | 78,90       |
|                          | Béatrice Le Couster      | DVG                      | UG                       | 3 287        | 68,58        | 3 803       | 78,90       |
|                          | Françoise Billaud        | RN                       | RN                       | 970          | 20,24        | 1 017       | 21,10       |
|                          | Noël Lude                | RN                       | RN                       | 970          | 20,24        | 1 017       | 21,10       |
|                          | Uriell Le Jean           | NPA                      | EXG                      | 536          | 11,18        |             |             |
|                          | Gilles Rumen             | NPA                      | EXG                      | 536          | 11,18        |             |             |
|                          |                          |                          |                          |              |              |             |             |
| Suffrages exprimés       | Suffrages exprimés       | Suffrages exprimés       | Suffrages exprimés       | 4 793        | 90,03        | 4 820       | 89,33       |
| Votes blancs             | Votes blancs             | Votes blancs             | Votes blancs             | 310          | 5,82         | 318         | 5,89        |
| Votes nuls               | Votes nuls               | Votes nuls               | Votes nuls               | 221          | 4,15         | 258         | 4,78        |
| Total                    | Total                    | Total                    | Total                    | 5 324        | 100          | 5 396       | 100         |
| Abstention               | Abstention               | Abstention               | Abstention               | 8 062        | 60,23        | 7 989       | 59,69       |
| Inscrits / participation | Inscrits / participation | Inscrits / participation | Inscrits / participation | 13 386       | 39,77        | 13 385      | 40,31       |

### Canton de Dinan
| Candidats                | Candidats                | Partis                   | Nuance                   | Premier tour | Premier tour | Second tour | Second tour |
| Candidats                | Candidats                | Partis                   | Nuance                   | Voix         | %            | Voix        | %           |
| ------------------------ | ------------------------ | ------------------------ | ------------------------ | ------------ | ------------ | ----------- | ----------- |
|                          | Brigitte Balay-Mizrahi   | UDI                      | DVC                      | 2 986        | 48,87        | 3 658       | 58,47       |
|                          | René Degrenne            | LR                       | DVC                      | 2 986        | 48,87        | 3 658       | 58,47       |
|                          | Erwan Beaudouin          | DVG                      | UG                       | 2 154        | 35,25        | 2 598       | 41,53       |
|                          | Laëtitia Rouxel          | DVG                      | UG                       | 2 154        | 35,25        | 2 598       | 41,53       |
|                          | Émilie Derrien           | RN                       | RN                       | 970          | 15,88        |             |             |
|                          | Michel Lemonnier         | RN                       | RN                       | 970          | 15,88        |             |             |
|                          |                          |                          |                          |              |              |             |             |
| Suffrages exprimés       | Suffrages exprimés       | Suffrages exprimés       | Suffrages exprimés       | 6 110        | 96,21        | 6 256       | 94,19       |
| Votes blancs             | Votes blancs             | Votes blancs             | Votes blancs             | 136          | 2,14         | 220         | 3,31        |
| Votes nuls               | Votes nuls               | Votes nuls               | Votes nuls               | 105          | 1,65         | 166         | 2,50        |
| Total                    | Total                    | Total                    | Total                    | 6 351        | 100          | 6 642       | 100         |
| Abstention               | Abstention               | Abstention               | Abstention               | 10 794       | 62,96        | 10 505      | 61,26       |
| Inscrits / participation | Inscrits / participation | Inscrits / participation | Inscrits / participation | 17 145       | 37,04        | 17 147      | 38,74       |

### Canton de Guerlédan
| Candidats                | Candidats                | Partis                   | Nuance                   | Premier tour | Premier tour | Second tour | Second tour |
| Candidats                | Candidats                | Partis                   | Nuance                   | Voix         | %            | Voix        | %           |
| ------------------------ | ------------------------ | ------------------------ | ------------------------ | ------------ | ------------ | ----------- | ----------- |
|                          | Céline Guillaume         | LR                       | DVD                      | 3 118        | 54,08        | 3 637       | 61,95       |
|                          | Hervé Le Lu              | DVD                      | DVD                      | 3 118        | 54,08        | 3 637       | 61,95       |
|                          | Gwenaël Choupaux         | PS                       | DVG                      | 1 892        | 32,82        | 2 234       | 38,05       |
|                          | Laure Ivanov             | PS                       | DVG                      | 1 892        | 32,82        | 2 234       | 38,05       |
|                          | Lore Droit               | RN                       | RN                       | 755          | 13,10        |             |             |
|                          | Pascal Lécossois         | RN                       | RN                       | 755          | 13,10        |             |             |
|                          |                          |                          |                          |              |              |             |             |
| Suffrages exprimés       | Suffrages exprimés       | Suffrages exprimés       | Suffrages exprimés       | 5 765        | 94,60        | 5 871       | 94,40       |
| Votes blancs             | Votes blancs             | Votes blancs             | Votes blancs             | 191          | 3,13         | 210         | 3,38        |
| Votes nuls               | Votes nuls               | Votes nuls               | Votes nuls               | 138          | 2,26         | 138         | 2,22        |
| Total                    | Total                    | Total                    | Total                    | 6 094        | 100          | 6 219       | 100         |
| Abstention               | Abstention               | Abstention               | Abstention               | 7 820        | 56,20        | 7 695       | 55,30       |
| Inscrits / participation | Inscrits / participation | Inscrits / participation | Inscrits / participation | 13 914       | 43,80        | 13 914      | 44,70       |

### Canton de Guingamp
| Candidats                | Candidats                | Partis                   | Nuance                   | Premier tour | Premier tour | Second tour | Second tour |
| Candidats                | Candidats                | Partis                   | Nuance                   | Voix         | %            | Voix        | %           |
| ------------------------ | ------------------------ | ------------------------ | ------------------------ | ------------ | ------------ | ----------- | ----------- |
|                          | Guillaume Louis          | PS                       | UG                       | 2 131        | 32,80        | 3 630       | 57,44       |
|                          | Anne-Marie Pasquiet      | DVG                      | UG                       | 2 131        | 32,80        | 3 630       | 57,44       |
|                          | Thierry Buhé             | LREM                     | DIV                      | 1 405        | 21,63        | 2 690       | 42,56       |
|                          | Guilda Guillaumin        | LREM                     | DIV                      | 1 405        | 21,63        | 2 690       | 42,56       |
|                          | Marie-Françoise Le Foll  | DVG                      | DVG                      | 1 012        | 15,58        |             |             |
|                          | Yannick Le Goff          | DVG                      | DVG                      | 1 012        | 15,58        |             |             |
|                          | Gilles Landais           | RN                       | RN                       | 878          | 13,52        |             |             |
|                          | Sandrine Madec           | RN                       | RN                       | 878          | 13,52        |             |             |
|                          | Gael Roblin              | REG                      | REG                      | 544          | 8,37         |             |             |
|                          | Maiwenn Salomon          | PEPS                     | REG                      | 544          | 8,37         |             |             |
|                          | Valérie Garcia           | LR                       | DVD                      | 526          | 8,10         |             |             |
|                          | Dominique Morin          | UDI                      | DVD                      | 526          | 8,10         |             |             |
|                          |                          |                          |                          |              |              |             |             |
| Suffrages exprimés       | Suffrages exprimés       | Suffrages exprimés       | Suffrages exprimés       | 6 496        | 94,38        | 6 320       | 90,52       |
| Votes blancs             | Votes blancs             | Votes blancs             | Votes blancs             | 241          | 3,50         | 393         | 5,63        |
| Votes nuls               | Votes nuls               | Votes nuls               | Votes nuls               | 146          | 2,12         | 269         | 3,85        |
| Total                    | Total                    | Total                    | Total                    | 6 883        | 100          | 6 982       | 100         |
| Abstention               | Abstention               | Abstention               | Abstention               | 12 069       | 63,68        | 11 974      | 63,17       |
| Inscrits / participation | Inscrits / participation | Inscrits / participation | Inscrits / participation | 18 952       | 36,32        | 18 956      | 36,38       |

### Canton de Lamballe-Armor
| Candidats                | Candidats                | Partis                   | Nuance                   | Premier tour | Premier tour | Second tour | Second tour |
| Candidats                | Candidats                | Partis                   | Nuance                   | Voix         | %            | Voix        | %           |
| ------------------------ | ------------------------ | ------------------------ | ------------------------ | ------------ | ------------ | ----------- | ----------- |
|                          | Robert Rault             | PS                       | DVG                      | 3 664        | 57,19        | 4 074       | 62,21       |
|                          | Nathalie Travers         | PS                       | DVG                      | 3 664        | 57,19        | 4 074       | 62,21       |
|                          | Véronique Delaître       | LR                       | UCD                      | 1 866        | 29,12        | 2 475       | 37,79       |
|                          | Jean-Luc Guymard         | DVD                      | UCD                      | 1 866        | 29,12        | 2 475       | 37,79       |
|                          | Thierry Bectarte         | RN                       | RN                       | 877          | 13,69        |             |             |
|                          | Isabelle Pichereau       | RN                       | RN                       | 877          | 13,69        |             |             |
|                          |                          |                          |                          |              |              |             |             |
| Suffrages exprimés       | Suffrages exprimés       | Suffrages exprimés       | Suffrages exprimés       | 6 407        | 94,89        | 6 549       | 93,83       |
| Votes blancs             | Votes blancs             | Votes blancs             | Votes blancs             | 198          | 2,93         | 243         | 3,48        |
| Votes nuls               | Votes nuls               | Votes nuls               | Votes nuls               | 147          | 2,18         | 188         | 2,69        |
| Total                    | Total                    | Total                    | Total                    | 6 752        | 100          | 6 980       | 100         |
| Abstention               | Abstention               | Abstention               | Abstention               | 11 316       | 62,63        | 11 092      | 61,38       |
| Inscrits / participation | Inscrits / participation | Inscrits / participation | Inscrits / participation | 18 068       | 37,37        | 18 072      | 38,62       |

### Canton de Lannion
| Candidats                | Candidats                | Partis                   | Nuance                   | Premier tour | Premier tour | Second tour | Second tour |
| Candidats                | Candidats                | Partis                   | Nuance                   | Voix         | %            | Voix        | %           |
| ------------------------ | ------------------------ | ------------------------ | ------------------------ | ------------ | ------------ | ----------- | ----------- |
|                          | Marie-Annick Guillou     | EÉLV                     | UGE                      | 2 837        | 48,44        | 3 637       | 66,03       |
|                          | Patrice Kervaon          | PS                       | UGE                      | 2 837        | 48,44        | 3 637       | 66,03       |
|                          | Patricia Hego            | DVD                      | UCD                      | 1 335        | 22,79        | 1 871       | 33,97       |
|                          | Gwenvaël Lecerf          | LR                       | UCD                      | 1 335        | 22,79        | 1 871       | 33,97       |
|                          | Rozenn Le Bras           | RN                       | RN                       | 796          | 13,59        |             |             |
|                          | Aurélien Métayer         | RN                       | RN                       | 796          | 13,59        |             |             |
|                          | Philippe Le Bourdon      | LFI                      | FI                       | 677          | 11,56        |             |             |
|                          | Bérengère Strbik         | LFI                      | FI                       | 677          | 11,56        |             |             |
|                          | Hervé Chuberre           | POID                     | EXG                      | 212          | 3,62         |             |             |
|                          | Carine Weber             | POID                     | EXG                      | 212          | 3,62         |             |             |
|                          |                          |                          |                          |              |              |             |             |
| Suffrages exprimés       | Suffrages exprimés       | Suffrages exprimés       | Suffrages exprimés       | 5 857        | 95,33        | 5 508       | 92,45       |
| Votes blancs             | Votes blancs             | Votes blancs             | Votes blancs             | 170          | 2,77         | 282         | 4,73        |
| Votes nuls               | Votes nuls               | Votes nuls               | Votes nuls               | 117          | 1,90         | 168         | 2,82        |
| Total                    | Total                    | Total                    | Total                    | 6 144        | 100          | 5 958       | 100         |
| Abstention               | Abstention               | Abstention               | Abstention               | 10 757       | 63,65        | 10 950      | 35,24       |
| Inscrits / participation | Inscrits / participation | Inscrits / participation | Inscrits / participation | 16 901       | 36,35        | 16 908      | 35,24       |

### Canton de Lanvallay
| Candidats                | Candidats                | Partis                   | Nuance                   | Premier tour | Premier tour | Second tour | Second tour |
| Candidats                | Candidats                | Partis                   | Nuance                   | Voix         | %            | Voix        | %           |
| ------------------------ | ------------------------ | ------------------------ | ------------------------ | ------------ | ------------ | ----------- | ----------- |
|                          | Michel Daugan            | DVD                      | DVD                      | 2 501        | 38,79        | 3 605       | 55,09       |
|                          | Cécilia Guigui-Delaroche | DVD                      | DVD                      | 2 501        | 38,79        | 3 605       | 55,09       |
|                          | Morgane Bernard          | DVG                      | UG                       | 1 685        | 26,14        | 2 939       | 44,91       |
|                          | David Briand             | DVG                      | UG                       | 1 685        | 26,14        | 2 939       | 44,91       |
|                          | Cécile Métaye-Brunet     | PS                       | DVG                      | 1 388        | 21,53        |             |             |
|                          | Jean-Louis Nogues        | DVG                      | DVG                      | 1 388        | 21,53        |             |             |
|                          | Odile de Mellon          | RN                       | RN                       | 873          | 13,54        |             |             |
|                          | Éric Zabrodine           | RN                       | RN                       | 873          | 13,54        |             |             |
|                          |                          |                          |                          |              |              |             |             |
| Suffrages exprimés       | Suffrages exprimés       | Suffrages exprimés       | Suffrages exprimés       | 6 447        | 95,67        | 6 544       | 94,29       |
| Votes blancs             | Votes blancs             | Votes blancs             | Votes blancs             | 187          | 2,77         | 234         | 3,37        |
| Votes nuls               | Votes nuls               | Votes nuls               | Votes nuls               | 105          | 1,56         | 162         | 2,33        |
| Total                    | Total                    | Total                    | Total                    | 6 739        | 100          | 6 940       | 100         |
| Abstention               | Abstention               | Abstention               | Abstention               | 9 517        | 58,54        | 9 320       | 57,32       |
| Inscrits / participation | Inscrits / participation | Inscrits / participation | Inscrits / participation | 16 256       | 41,46        | 16 260      | 42,68       |

### Canton de Loudéac
| Candidats                | Candidats                | Partis                   | Nuance                   | Premier tour | Premier tour | Second tour | Second tour |
| Candidats                | Candidats                | Partis                   | Nuance                   | Voix         | %            | Voix        | %           |
| ------------------------ | ------------------------ | ------------------------ | ------------------------ | ------------ | ------------ | ----------- | ----------- |
|                          | Béatrice Boulanger       | LR                       | LR                       | 3 116        | 64,25        | 3 521       | 71,25       |
|                          | Romain Boutron           | LR                       | LR                       | 3 116        | 64,25        | 3 521       | 71,25       |
|                          | Gaëlle Gouérou           | DVG                      | DVG                      | 1 102        | 22,72        | 1 421       | 28,75       |
|                          | Antoine Ravard           | PS                       | DVG                      | 1 102        | 22,72        | 1 421       | 28,75       |
|                          | Nathalie Guehenneuc      | RN                       | RN                       | 632          | 13,03        |             |             |
|                          | Maël Quette              | RN                       | RN                       | 632          | 13,03        |             |             |
|                          |                          |                          |                          |              |              |             |             |
| Suffrages exprimés       | Suffrages exprimés       | Suffrages exprimés       | Suffrages exprimés       | 4 850        | 96,50        | 4 942       | 94,97       |
| Votes blancs             | Votes blancs             | Votes blancs             | Votes blancs             | 82           | 1,63         | 120         | 2,31        |
| Votes nuls               | Votes nuls               | Votes nuls               | Votes nuls               | 94           | 1,87         | 142         | 2,73        |
| Total                    | Total                    | Total                    | Total                    | 5 026        | 100          | 5 204       | 100         |
| Abstention               | Abstention               | Abstention               | Abstention               | 8 624        | 63,18        | 8 447       | 61,88       |
| Inscrits / participation | Inscrits / participation | Inscrits / participation | Inscrits / participation | 13 650       | 36,82        | 13 651      | 38,12       |

### Canton de Paimpol
| Candidats                | Candidats                | Partis                   | Nuance                   | Premier tour | Premier tour | Second tour | Second tour |
| Candidats                | Candidats                | Partis                   | Nuance                   | Voix         | %            | Voix        | %           |
| ------------------------ | ------------------------ | ------------------------ | ------------------------ | ------------ | ------------ | ----------- | ----------- |
|                          | Véronique Cadudal        | PS                       | DVG                      | 3 004        | 44,26        | 4 062       | 59,95       |
|                          | Gilles Pagny             | DVG                      | DVG                      | 3 004        | 44,26        | 4 062       | 59,95       |
|                          | Soizic Dalmard           | DVD                      | DVD                      | 1 909        | 28,13        | 2 690       | 40,05       |
|                          | Yannick Le Bars          | DVD                      | DVD                      | 1 909        | 28,13        | 2 690       | 40,05       |
|                          | Nadine Guezo             | RN                       | RN                       | 1 145        | 16,87        |             |             |
|                          | Jean Le Pape             | RN                       | RN                       | 1 145        | 16,87        |             |             |
|                          | Lili Badin               | EÉLV                     | REG                      | 729          | 10,74        |             |             |
|                          | Pierre-Adrien Fetas      | UDB                      | REG                      | 729          | 10,74        |             |             |
|                          |                          |                          |                          |              |              |             |             |
| Suffrages exprimés       | Suffrages exprimés       | Suffrages exprimés       | Suffrages exprimés       | 6 787        | 95,35        | 6 716       | 92,69       |
| Votes blancs             | Votes blancs             | Votes blancs             | Votes blancs             | 182          | 2,56         | 309         | 4,26        |
| Votes nuls               | Votes nuls               | Votes nuls               | Votes nuls               | 149          | 2,09         | 221         | 3,05        |
| Total                    | Total                    | Total                    | Total                    | 7 118        | 100          | 7 246       | 100         |
| Abstention               | Abstention               | Abstention               | Abstention               | 9 806        | 57,94        | 9 679       | 57,19       |
| Inscrits / participation | Inscrits / participation | Inscrits / participation | Inscrits / participation | 16 924       | 42,06        | 16 925      | 42,81       |

### Canton de Perros-Guirec
| Candidats                | Candidats                | Partis                   | Nuance                   | Premier tour | Premier tour | Second tour | Second tour |
| Candidats                | Candidats                | Partis                   | Nuance                   | Voix         | %            | Voix        | %           |
| ------------------------ | ------------------------ | ------------------------ | ------------------------ | ------------ | ------------ | ----------- | ----------- |
|                          | Marie-Louise Droniou     | DVD                      | DVD                      | 4 341        | 46,28        | 5 106       | 54,55       |
|                          | Erven Léon               | DVD                      | DVD                      | 4 341        | 46,28        | 5 106       | 54,55       |
|                          | Caroline Benech          | EÉLV                     | UGE                      | 3 736        | 39,83        | 4 255       | 45,45       |
|                          | Philippe Sayer           | DVG                      | UGE                      | 3 736        | 39,83        | 4 255       | 45,45       |
|                          | Angelo Bon               | RN                       | RN                       | 1 303        | 13,89        |             |             |
|                          | Annick Lebiez            | RN                       | RN                       | 1 303        | 13,89        |             |             |
|                          |                          |                          |                          |              |              |             |             |
| Suffrages exprimés       | Suffrages exprimés       | Suffrages exprimés       | Suffrages exprimés       | 9 380        | 96,05        | 9 361       | 94,54       |
| Votes blancs             | Votes blancs             | Votes blancs             | Votes blancs             | 254          | 2,60         | 333         | 3,36        |
| Votes nuls               | Votes nuls               | Votes nuls               | Votes nuls               | 132          | 1,35         | 208         | 2,10        |
| Total                    | Total                    | Total                    | Total                    | 9 766        | 100          | 9 902       | 100         |
| Abstention               | Abstention               | Abstention               | Abstention               | 14 104       | 59,09        | 13 973      | 58,53       |
| Inscrits / participation | Inscrits / participation | Inscrits / participation | Inscrits / participation | 23 870       | 40,91        | 23 875      | 41,47       |

### Canton de Plaintel
| Candidats                | Candidats                | Partis                   | Nuance                   | Premier tour | Premier tour | Second tour | Second tour |
| Candidats                | Candidats                | Partis                   | Nuance                   | Voix         | %            | Voix        | %           |
| ------------------------ | ------------------------ | ------------------------ | ------------------------ | ------------ | ------------ | ----------- | ----------- |
|                          | Vincent Alleno           | DVG                      | DVG                      | 2 608        | 46,74        | 3 238       | 53,59       |
|                          | Nadine L’Echelard        | DVG                      | DVG                      | 2 608        | 46,74        | 3 238       | 53,59       |
|                          | Thibaut Guignard         | LR                       | UD                       | 2 109        | 37,80        | 2 804       | 46,41       |
|                          | Delphine Martin          | DVD                      | UD                       | 2 109        | 37,80        | 2 804       | 46,41       |
|                          | Bernard Brione           | RN                       | RN                       | 578          | 10,36        |             |             |
|                          | Mylène Riou              | RN                       | RN                       | 578          | 10,36        |             |             |
|                          | Marie-Thérèse Lefeuvre   | DLF                      | DSV                      | 285          | 5,11         |             |             |
|                          | François Yu-Yueng        | DLF                      | DSV                      | 285          | 5,11         |             |             |
|                          |                          |                          |                          |              |              |             |             |
| Suffrages exprimés       | Suffrages exprimés       | Suffrages exprimés       | Suffrages exprimés       | 5 580        | 95,98        | 6 042       | 95,21       |
| Votes blancs             | Votes blancs             | Votes blancs             | Votes blancs             | 131          | 2,25         | 149         | 2,35        |
| Votes nuls               | Votes nuls               | Votes nuls               | Votes nuls               | 103          | 1,77         | 155         | 2,44        |
| Total                    | Total                    | Total                    | Total                    | 5 814        | 100          | 6 346       | 100         |
| Abstention               | Abstention               | Abstention               | Abstention               | 8 738        | 60,05        | 8 208       | 56,40       |
| Inscrits / participation | Inscrits / participation | Inscrits / participation | Inscrits / participation | 14 552       | 39,95        | 14 554      | 43,60       |

### Canton de Plancoët
| Candidats                | Candidats                | Partis                   | Nuance                   | Premier tour | Premier tour | Second tour | Second tour |
| Candidats                | Candidats                | Partis                   | Nuance                   | Voix         | %            | Voix        | %           |
| ------------------------ | ------------------------ | ------------------------ | ------------------------ | ------------ | ------------ | ----------- | ----------- |
|                          | Marie-Christine Cotin    | DVD                      | DVD                      | 2 967        | 49,56        | 3 518       | 59,50       |
|                          | Michel Desbois           | DVD                      | DVD                      | 2 967        | 49,56        | 3 518       | 59,50       |
|                          | Philippe Gélard          | DVG                      | DVG                      | 2 107        | 35,19        | 2 395       | 40,50       |
|                          | Estelle Hervé-Guillemot  | DVG                      | DVG                      | 2 107        | 35,19        | 2 395       | 40,50       |
|                          | Pascale Gillot           | RN                       | RN                       | 913          | 15,25        |             |             |
|                          | Philippe Miailhès        | RN                       | RN                       | 913          | 15,25        |             |             |
|                          |                          |                          |                          |              |              |             |             |
| Suffrages exprimés       | Suffrages exprimés       | Suffrages exprimés       | Suffrages exprimés       | 5 987        | 95,65        | 5 913       | 93,35       |
| Votes blancs             | Votes blancs             | Votes blancs             | Votes blancs             | 173          | 2,76         | 235         | 3,71        |
| Votes nuls               | Votes nuls               | Votes nuls               | Votes nuls               | 99           | 1,58         | 186         | 2,94        |
| Total                    | Total                    | Total                    | Total                    | 6 259        | 100          | 6 334       | 100         |
| Abstention               | Abstention               | Abstention               | Abstention               | 8 662        | 58,05        | 8 588       | 57,55       |
| Inscrits / participation | Inscrits / participation | Inscrits / participation | Inscrits / participation | 14 921       | 41,95        | 14 922      | 42,45       |

### Canton de Plélo
| Candidats                | Candidats                | Partis                   | Nuance                   | Premier tour | Premier tour | Second tour | Second tour |
| Candidats                | Candidats                | Partis                   | Nuance                   | Voix         | %            | Voix        | %           |
| ------------------------ | ------------------------ | ------------------------ | ------------------------ | ------------ | ------------ | ----------- | ----------- |
|                          | Pascal Prido             | DVG                      | DVG                      | 3 392        | 48,58        | 3 749       | 54,55       |
|                          | Gaëlle Routier           | DVG                      | DVG                      | 3 392        | 48,58        | 3 749       | 54,55       |
|                          | Françoise Golhen         | LR                       | DVD                      | 2 644        | 37,87        | 3 123       | 45,45       |
|                          | Yves-Jean Le Coqû        | DVD                      | DVD                      | 2 644        | 37,87        | 3 123       | 45,45       |
|                          | François Guillou         | RN                       | RN                       | 946          | 13,55        |             |             |
|                          | Dominique Roux           | RN                       | RN                       | 946          | 13,55        |             |             |
|                          |                          |                          |                          |              |              |             |             |
| Suffrages exprimés       | Suffrages exprimés       | Suffrages exprimés       | Suffrages exprimés       | 6 982        | 95,55        | 6 872       | 94,06       |
| Votes blancs             | Votes blancs             | Votes blancs             | Votes blancs             | 185          | 2,53         | 270         | 3,70        |
| Votes nuls               | Votes nuls               | Votes nuls               | Votes nuls               | 140          | 1,92         | 164         | 2,24        |
| Total                    | Total                    | Total                    | Total                    | 7 307        | 100          | 7 306       | 100         |
| Abstention               | Abstention               | Abstention               | Abstention               | 11 025       | 60,14        | 11 033      | 60,16       |
| Inscrits / participation | Inscrits / participation | Inscrits / participation | Inscrits / participation | 18 332       | 39,86        | 18 339      | 39,84       |

### Canton de Plénée-Jugon
| Candidats                | Candidats                | Partis                   | Nuance                   | Premier tour | Premier tour | Second tour | Second tour |
| Candidats                | Candidats                | Partis                   | Nuance                   | Voix         | %            | Voix        | %           |
| ------------------------ | ------------------------ | ------------------------ | ------------------------ | ------------ | ------------ | ----------- | ----------- |
|                          | Martine Pélan            | DVG                      | DVG                      | 3 396        | 75,40        | 3 486       | 76,97       |
|                          | Didier Yon               | DVG                      | DVG                      | 3 396        | 75,40        | 3 486       | 76,97       |
|                          | Michel de la Mardière    | RN                       | RN                       | 1 108        | 24,60        | 1 043       | 23,03       |
|                          | Emmanuelle Kieffer       | RN                       | RN                       | 1 108        | 24,60        | 1 043       | 23,03       |
|                          |                          |                          |                          |              |              |             |             |
| Suffrages exprimés       | Suffrages exprimés       | Suffrages exprimés       | Suffrages exprimés       | 4 504        | 89,29        | 4 529       | 89,70       |
| Votes blancs             | Votes blancs             | Votes blancs             | Votes blancs             | 323          | 6,40         | 302         | 5,98        |
| Votes nuls               | Votes nuls               | Votes nuls               | Votes nuls               | 217          | 4,30         | 218         | 4,32        |
| Total                    | Total                    | Total                    | Total                    | 5 044        | 100          | 5 049       | 100         |
| Abstention               | Abstention               | Abstention               | Abstention               | 8 979        | 64,03        | 8 971       | 63,99       |
| Inscrits / participation | Inscrits / participation | Inscrits / participation | Inscrits / participation | 14 023       | 35,97        | 14 020      | 36,01       |

### Canton de Pléneuf-Val-André
| Candidats                | Candidats                | Partis                   | Nuance                   | Premier tour | Premier tour | Second tour | Second tour |
| Candidats                | Candidats                | Partis                   | Nuance                   | Voix         | %            | Voix        | %           |
| ------------------------ | ------------------------ | ------------------------ | ------------------------ | ------------ | ------------ | ----------- | ----------- |
|                          | Jean-René Carfantan      | DVG                      | DVG                      | 4 076        | 43,06        | 5 101       | 51,53       |
|                          | Lisa Thomas              | DVG                      | DVG                      | 4 076        | 43,06        | 5 101       | 51,53       |
|                          | Yannick Morin            | DVD                      | DVD                      | 3 762        | 39,74        | 4 799       | 48,47       |
|                          | Nathalie Plesier         | DVD                      | DVD                      | 3 762        | 39,74        | 4 799       | 48,47       |
|                          | Martine Chobert          | RN                       | RN                       | 1 628        | 17,20        |             |             |
|                          | Antoine Kieffer          | RN                       | RN                       | 1 628        | 17,20        |             |             |
|                          |                          |                          |                          |              |              |             |             |
| Suffrages exprimés       | Suffrages exprimés       | Suffrages exprimés       | Suffrages exprimés       | 9 466        | 95,81        | 9 900       | 93,98       |
| Votes blancs             | Votes blancs             | Votes blancs             | Votes blancs             | 242          | 2,45         | 362         | 3,44        |
| Votes nuls               | Votes nuls               | Votes nuls               | Votes nuls               | 172          | 1,74         | 272         | 2,58        |
| Total                    | Total                    | Total                    | Total                    | 9 880        | 100          | 10 543      | 100         |
| Abstention               | Abstention               | Abstention               | Abstention               | 13 396       | 57,55        | 12 746      | 54,75       |
| Inscrits / participation | Inscrits / participation | Inscrits / participation | Inscrits / participation | 23 276       | 42,45        | 23 280      | 45,25       |

### Canton de Plérin
| Candidats                | Candidats                | Partis                   | Nuance                   | Premier tour | Premier tour | Second tour | Second tour |
| Candidats                | Candidats                | Partis                   | Nuance                   | Voix         | %            | Voix        | %           |
| ------------------------ | ------------------------ | ------------------------ | ------------------------ | ------------ | ------------ | ----------- | ----------- |
|                          | Jean-Marie Benier        | PS                       | UGE                      | 2 909        | 41,10        | 3 716       | 50,12       |
|                          | Nathalie Nowak           | EÉLV                     | UGE                      | 2 909        | 41,10        | 3 716       | 50,12       |
|                          | Alain Cadec              | LR                       | DVD                      | 2 868        | 40,52        | 3 698       | 49,88       |
|                          | Monique Le Vée           | DVD                      | DVD                      | 2 868        | 40,52        | 3 698       | 49,88       |
|                          | Bertrand Hourdel         | RN                       | RN                       | 899          | 12,70        |             |             |
|                          | Sylvie Pechaud           | RN                       | RN                       | 899          | 12,70        |             |             |
|                          | Hervé Denis              | POID                     | EXG                      | 402          | 5,68         |             |             |
|                          | Françoise Gageot         | POID                     | EXG                      | 402          | 5,68         |             |             |
|                          |                          |                          |                          |              |              |             |             |
| Suffrages exprimés       | Suffrages exprimés       | Suffrages exprimés       | Suffrages exprimés       | 7 078        | 96,39        | 7 414       | 94,87       |
| Votes blancs             | Votes blancs             | Votes blancs             | Votes blancs             | 152          | 2,07         | 221         | 2,83        |
| Votes nuls               | Votes nuls               | Votes nuls               | Votes nuls               | 113          | 1,54         | 180         | 2,30        |
| Total                    | Total                    | Total                    | Total                    | 7 343        | 100          | 7 815       | 100         |
| Abstention               | Abstention               | Abstention               | Abstention               | 10 688       | 59,28        | 10 218      | 56,66       |
| Inscrits / participation | Inscrits / participation | Inscrits / participation | Inscrits / participation | 18 031       | 40,72        | 18 033      | 43,34       |

### Canton de Pleslin-Trigavou
| Candidats                | Candidats                | Partis                   | Nuance                   | Premier tour | Premier tour | Second tour | Second tour |
| Candidats                | Candidats                | Partis                   | Nuance                   | Voix         | %            | Voix        | %           |
| ------------------------ | ------------------------ | ------------------------ | ------------------------ | ------------ | ------------ | ----------- | ----------- |
|                          | Solène Meslay            | DVG                      | DVG                      | 2 897        | 48,86        | 3 341       | 53,92       |
|                          | Thierry Orveillon        | DVG                      | DVG                      | 2 897        | 48,86        | 3 341       | 53,92       |
|                          | Françoise Bichon         | DVD                      | DVD                      | 2 111        | 35,60        | 2 855       | 46,08       |
|                          | Eugène Caro              | DVD                      | DVD                      | 2 111        | 35,60        | 2 855       | 46,08       |
|                          | Éric Constant            | RN                       | RN                       | 921          | 15,53        |             |             |
|                          | Sylvie Écolan            | RN                       | RN                       | 921          | 15,53        |             |             |
|                          |                          |                          |                          |              |              |             |             |
| Suffrages exprimés       | Suffrages exprimés       | Suffrages exprimés       | Suffrages exprimés       | 5 929        | 95,72        | 6 169       | 94,25       |
| Votes blancs             | Votes blancs             | Votes blancs             | Votes blancs             | 175          | 2,83         | 225         | 3,42        |
| Votes nuls               | Votes nuls               | Votes nuls               | Votes nuls               | 90           | 1,45         | 153         | 2,33        |
| Total                    | Total                    | Total                    | Total                    | 6 194        | 100          | 6 574       | 100         |
| Abstention               | Abstention               | Abstention               | Abstention               | 9 384        | 60,24        | 9 017       | 57,83       |
| Inscrits / participation | Inscrits / participation | Inscrits / participation | Inscrits / participation | 15 578       | 39,76        | 15 591      | 42,17       |

### Canton de Plestin-les-Grèves
| Candidats                | Candidats                | Partis                   | Nuance                   | Premier tour | Premier tour | Second tour | Second tour |
| Candidats                | Candidats                | Partis                   | Nuance                   | Voix         | %            | Voix        | %           |
| ------------------------ | ------------------------ | ------------------------ | ------------------------ | ------------ | ------------ | ----------- | ----------- |
|                          | André Coënt              | PS                       | DVG                      | 2 636        | 38,40        | 4 001       | 60,47       |
|                          | Nadine Salou-Le Guen     | DVG                      | DVG                      | 2 636        | 38,40        | 4 001       | 60,47       |
|                          | Claire Brosseau          | DVD                      | DVD                      | 1 739        | 25,34        | 2 616       | 39,53       |
|                          | Philippe Prigent         | DVD                      | DVD                      | 1 739        | 25,34        | 2 616       | 39,53       |
|                          | Yves-Marie Le Lay        | LFI                      | FI                       | 1 364        | 19,87        |             |             |
|                          | Marielle Lemaître        | LFI                      | FI                       | 1 364        | 19,87        |             |             |
|                          | Ronan Droit              | RN                       | RN                       | 1 125        | 16,39        |             |             |
|                          | Linda Lemire             | RN                       | RN                       | 1 125        | 16,39        |             |             |
|                          |                          |                          |                          |              |              |             |             |
| Suffrages exprimés       | Suffrages exprimés       | Suffrages exprimés       | Suffrages exprimés       | 6 864        | 93,67        | 6 617       | 89,19       |
| Votes blancs             | Votes blancs             | Votes blancs             | Votes blancs             | 262          | 3,58         | 462         | 6,23        |
| Votes nuls               | Votes nuls               | Votes nuls               | Votes nuls               | 202          | 2,76         | 340         | 4,58        |
| Total                    | Total                    | Total                    | Total                    | 7 328        | 100          | 7 419       | 100         |
| Abstention               | Abstention               | Abstention               | Abstention               | 9 653        | 56,85        | 9 562       | 56,31       |
| Inscrits / participation | Inscrits / participation | Inscrits / participation | Inscrits / participation | 16 981       | 43,15        | 16 981      | 43,69       |

### Canton de Ploufragan
| Candidats                | Candidats                | Partis                   | Nuance                   | Premier tour | Premier tour | Second tour | Second tour |
| Candidats                | Candidats                | Partis                   | Nuance                   | Voix         | %            | Voix        | %           |
| ------------------------ | ------------------------ | ------------------------ | ------------------------ | ------------ | ------------ | ----------- | ----------- |
|                          | Jean-Marc Dejoué         | PCF                      | UG                       | 4 076        | 77,65        | 4 171       | 79,54       |
|                          | Christine Orain-Grovalet | G.s                      | UG                       | 4 076        | 77,65        | 4 171       | 79,54       |
|                          | Christophe Hermier       | RN                       | RN                       | 1 173        | 22,35        | 1 073       | 20,46       |
|                          | Laurence Hourdin         | RN                       | RN                       | 1 173        | 22,35        | 1 073       | 20,46       |
|                          |                          |                          |                          |              |              |             |             |
| Suffrages exprimés       | Suffrages exprimés       | Suffrages exprimés       | Suffrages exprimés       | 5 249        | 90,00        | 5 244       | 89,98       |
| Votes blancs             | Votes blancs             | Votes blancs             | Votes blancs             | 358          | 6,14         | 343         | 5,89        |
| Votes nuls               | Votes nuls               | Votes nuls               | Votes nuls               | 225          | 3,86         | 241         | 4,14        |
| Total                    | Total                    | Total                    | Total                    | 5 832        | 100          | 5 828       | 100         |
| Abstention               | Abstention               | Abstention               | Abstention               | 11 289       | 65,94        | 11 296      | 65,97       |
| Inscrits / participation | Inscrits / participation | Inscrits / participation | Inscrits / participation | 17 121       | 34,06        | 17 124      | 34,03       |

### Canton de Plouha
| Candidats                | Candidats                | Partis                   | Nuance                   | Premier tour | Premier tour | Second tour | Second tour |
| Candidats                | Candidats                | Partis                   | Nuance                   | Voix         | %            | Voix        | %           |
| ------------------------ | ------------------------ | ------------------------ | ------------------------ | ------------ | ------------ | ----------- | ----------- |
|                          | Valérie Rumiano          | LR                       | DVD                      | 3 710        | 41,89        | 4 662       | 51,02       |
|                          | Thierry Simelière        | UDI                      | DVD                      | 3 710        | 41,89        | 4 662       | 51,02       |
|                          | Philippe Le Goux         | PS                       | UG                       | 3 709        | 41,88        | 4 475       | 48,98       |
|                          | Charlotte Quénard        | DVG                      | UG                       | 3 709        | 41,88        | 4 475       | 48,98       |
|                          | Mathieu Ameline          | RN                       | RN                       | 1 437        | 16,23        |             |             |
|                          | Gwendoline Guennec       | RN                       | RN                       | 1 437        | 16,23        |             |             |
|                          |                          |                          |                          |              |              |             |             |
| Suffrages exprimés       | Suffrages exprimés       | Suffrages exprimés       | Suffrages exprimés       | 8 856        | 94,93        | 9 137       | 92,95       |
| Votes blancs             | Votes blancs             | Votes blancs             | Votes blancs             | 306          | 3,28         | 435         | 4,43        |
| Votes nuls               | Votes nuls               | Votes nuls               | Votes nuls               | 167          | 1,79         | 258         | 2,62        |
| Total                    | Total                    | Total                    | Total                    | 9 329        | 100          | 9 830       | 100         |
| Abstention               | Abstention               | Abstention               | Abstention               | 13 651       | 59,40        | 13 151      | 57,23       |
| Inscrits / participation | Inscrits / participation | Inscrits / participation | Inscrits / participation | 22 980       | 40,60        | 22 981      | 42,77       |

### Canton de Rostrenen
| Candidats                | Candidats                 | Partis                   | Nuance                   | Premier tour | Premier tour | Second tour | Second tour |
| Candidats                | Candidats                 | Partis                   | Nuance                   | Voix         | %            | Voix        | %           |
| ------------------------ | ------------------------- | ------------------------ | ------------------------ | ------------ | ------------ | ----------- | ----------- |
|                          | Marie-José Fercoq         | DVG                      | DVG                      | 3 122        | 47,99        | 4 179       | 67,16       |
|                          | Alain Guéguen             | PS                       | DVG                      | 3 122        | 47,99        | 4 179       | 67,16       |
|                          | Nicolas Le Caroff         | LR                       | LR                       | 1 528        | 23,49        | 2 043       | 32,84       |
|                          | Marie-Christine Philippot | LR                       | LR                       | 1 528        | 23,49        | 2 043       | 32,84       |
|                          | Raymond Géléoc            | UDB                      | ECO                      | 1 117        | 17,17        |             |             |
|                          | Rosalie Salaün-Gourlaouen | EÉLV                     | ECO                      | 1 117        | 17,17        |             |             |
|                          | Christine Bellenger       | RN                       | RN                       | 738          | 11,35        |             |             |
|                          | Philippe Rault            | RN                       | RN                       | 738          | 11,35        |             |             |
|                          |                           |                          |                          |              |              |             |             |
| Suffrages exprimés       | Suffrages exprimés        | Suffrages exprimés       | Suffrages exprimés       | 6 505        | 96,24        | 6 222       | 92,55       |
| Votes blancs             | Votes blancs              | Votes blancs             | Votes blancs             | 139          | 2,06         | 296         | 4,40        |
| Votes nuls               | Votes nuls                | Votes nuls               | Votes nuls               | 115          | 1,70         | 205         | 3,05        |
| Total                    | Total                     | Total                    | Total                    | 6 759        | 100          | 6 723       | 100         |
| Abstention               | Abstention                | Abstention               | Abstention               | 8 163        | 54,70        | 8 199       | 54,95       |
| Inscrits / participation | Inscrits / participation  | Inscrits / participation | Inscrits / participation | 14 922       | 45,30        | 14 922      | 45,05       |

### Canton de Saint-Brieuc-1
| Candidats                | Candidats                | Partis                   | Nuance                   | Premier tour | Premier tour | Second tour | Second tour |
| Candidats                | Candidats                | Partis                   | Nuance                   | Voix         | %            | Voix        | %           |
| ------------------------ | ------------------------ | ------------------------ | ------------------------ | ------------ | ------------ | ----------- | ----------- |
|                          | Damien Gaspaillard       | EÉLV                     | UG                       | 2 207        | 47,57        | 2 476       | 53,64       |
|                          | Juliana San Geroteo      | G.s                      | UG                       | 2 207        | 47,57        | 2 476       | 53,64       |
|                          | Gérard Blégean           | UDI                      | DVC                      | 1 829        | 39,43        | 2 140       | 46,36       |
|                          | Brigitte Blévin          | DVD                      | DVC                      | 1 829        | 39,43        | 2 140       | 46,36       |
|                          | Manuel Gallez            | RN                       | RN                       | 603          | 13,00        |             |             |
|                          | Isabelle Paczkowski      | RN                       | RN                       | 603          | 13,00        |             |             |
|                          |                          |                          |                          |              |              |             |             |
| Suffrages exprimés       | Suffrages exprimés       | Suffrages exprimés       | Suffrages exprimés       | 4 639        | 95,71        | 4 616       | 94,34       |
| Votes blancs             | Votes blancs             | Votes blancs             | Votes blancs             | 121          | 2,50         | 136         | 2,78        |
| Votes nuls               | Votes nuls               | Votes nuls               | Votes nuls               | 87           | 1,79         | 141         | 2,88        |
| Total                    | Total                    | Total                    | Total                    | 4 847        | 100          | 4 893       | 100         |
| Abstention               | Abstention               | Abstention               | Abstention               | 9 444        | 66,08        | 9 400       | 65,77       |
| Inscrits / participation | Inscrits / participation | Inscrits / participation | Inscrits / participation | 14 291       | 33,92        | 14 293      | 34,23       |

### Canton de Saint-Brieuc-2
| Candidats                | Candidats                | Partis                   | Nuance                   | Premier tour | Premier tour | Second tour | Second tour |
| Candidats                | Candidats                | Partis                   | Nuance                   | Voix         | %            | Voix        | %           |
| ------------------------ | ------------------------ | ------------------------ | ------------------------ | ------------ | ------------ | ----------- | ----------- |
|                          | Ludovic Gouyette         | DVG                      | UG                       | 1 821        | 41,59        | 2 697       | 62,62       |
|                          | Nadège Langlais          | PS                       | UG                       | 1 821        | 41,59        | 2 697       | 62,62       |
|                          | Pierre Delourme          | DVD                      | DVC                      | 770          | 17,59        | 1 610       | 37,38       |
|                          | Marie-Hélène Reignier    | DVC                      | DVC                      | 770          | 17,59        | 1 610       | 37,38       |
|                          | Sylvie Grondin           | LREM                     | REM                      | 706          | 16,13        |             |             |
|                          | Raphaël Le Méhauté       | LREM                     | REM                      | 706          | 16,13        |             |             |
|                          | Annick Brillet           | RN                       | RN                       | 610          | 13,93        |             |             |
|                          | Philippe Rober           | RN                       | RN                       | 610          | 13,93        |             |             |
|                          | Marion Gorgiard          | LFI                      | FI                       | 471          | 10,76        |             |             |
|                          | Matthias Le Trocquer     | LFI                      | FI                       | 471          | 10,76        |             |             |
|                          |                          |                          |                          |              |              |             |             |
| Suffrages exprimés       | Suffrages exprimés       | Suffrages exprimés       | Suffrages exprimés       | 4 378        | 95,88        | 4 307       | 93,00       |
| Votes blancs             | Votes blancs             | Votes blancs             | Votes blancs             | 126          | 2,76         | 201         | 4,34        |
| Votes nuls               | Votes nuls               | Votes nuls               | Votes nuls               | 62           | 1,36         | 123         | 2,66        |
| Total                    | Total                    | Total                    | Total                    | 4 566        | 100          | 4 631       | 100         |
| Abstention               | Abstention               | Abstention               | Abstention               | 9 950        | 68,55        | 9 890       | 68,11       |
| Inscrits / participation | Inscrits / participation | Inscrits / participation | Inscrits / participation | 14 516       | 31,45        | 14 521      | 31,89       |

### Canton de Trégueux
| Candidats                | Candidats                | Partis                   | Nuance                   | Premier tour | Premier tour | Second tour | Second tour |
| Candidats                | Candidats                | Partis                   | Nuance                   | Voix         | %            | Voix        | %           |
| ------------------------ | ------------------------ | ------------------------ | ------------------------ | ------------ | ------------ | ----------- | ----------- |
|                          | Denis Hamayon            | PS                       | DVG                      | 3 280        | 48,48        | 3 737       | 53,23       |
|                          | Christine Métois-Le Bras | PS                       | DVG                      | 3 280        | 48,48        | 3 737       | 53,23       |
|                          | Mickaël Cosson           | DVD                      | DVC                      | 2 642        | 39,05        | 3 284       | 46,77       |
|                          | Sylvie Guignard          | UDI                      | DVC                      | 2 642        | 39,05        | 3 284       | 46,77       |
|                          | Élisabeth Le Boulanger   | RN                       | RN                       | 843          | 12,46        |             |             |
|                          | Christophe Lievrard      | RN                       | RN                       | 843          | 12,46        |             |             |
|                          |                          |                          |                          |              |              |             |             |
| Suffrages exprimés       | Suffrages exprimés       | Suffrages exprimés       | Suffrages exprimés       | 6 765        | 94,50        | 7 021       | 93,78       |
| Votes blancs             | Votes blancs             | Votes blancs             | Votes blancs             | 309          | 4,32         | 338         | 4,51        |
| Votes nuls               | Votes nuls               | Votes nuls               | Votes nuls               | 85           | 1,19         | 128         | 1,71        |
| Total                    | Total                    | Total                    | Total                    | 7 159        | 100          | 7 487       | 100         |
| Abstention               | Abstention               | Abstention               | Abstention               | 11 935       | 62,51        | 11 611      | 60,80       |
| Inscrits / participation | Inscrits / participation | Inscrits / participation | Inscrits / participation | 19 094       | 37,49        | 19 098      | 39,20       |

### Canton de Tréguier
| Candidats                | Candidats                | Partis                   | Nuance                   | Premier tour | Premier tour | Second tour | Second tour |
| Candidats                | Candidats                | Partis                   | Nuance                   | Voix         | %            | Voix        | %           |
| ------------------------ | ------------------------ | ------------------------ | ------------------------ | ------------ | ------------ | ----------- | ----------- |
|                          | Pierrick Gouronnec       | PS                       | UG                       | 3 768        | 49,11        | 4 456       | 58,52       |
|                          | Graziella Segoni         | DVG                      | UG                       | 3 768        | 49,11        | 4 456       | 58,52       |
|                          | Guirec Arhant            | UDI                      | DVC                      | 2 611        | 34,03        | 3 158       | 41,48       |
|                          | Christelle Beauverger    | DVD                      | DVC                      | 2 611        | 34,03        | 3 158       | 41,48       |
|                          | Sonia Lucas              | RN                       | RN                       | 1 012        | 13,19        |             |             |
|                          | Marc Menguy              | RN                       | RN                       | 1 012        | 13,19        |             |             |
|                          | Agnès Damblans           | POID                     | EXG                      | 282          | 3,68         |             |             |
|                          | Gérard Monnier           | POID                     | EXG                      | 282          | 3,68         |             |             |
|                          |                          |                          |                          |              |              |             |             |
| Suffrages exprimés       | Suffrages exprimés       | Suffrages exprimés       | Suffrages exprimés       | 7 673        | 96,37        | 7 614       | 94,65       |
| Votes blancs             | Votes blancs             | Votes blancs             | Votes blancs             | 155          | 1,95         | 222         | 2,76        |
| Votes nuls               | Votes nuls               | Votes nuls               | Votes nuls               | 134          | 1,68         | 208         | 2,59        |
| Total                    | Total                    | Total                    | Total                    | 7 962        | 100          | 8 044       | 100         |
| Abstention               | Abstention               | Abstention               | Abstention               | 11 010       | 58,03        | 10 931      | 57,61       |
| Inscrits / participation | Inscrits / participation | Inscrits / participation | Inscrits / participation | 18 972       | 41,97        | 18 975      | 42,39       |